# Melhania denhamii
Melhania denhamii är en malvaväxtart som beskrevs av Robert Brown, Denh. och Clapp.. Melhania denhamii ingår i släktet Melhania och familjen malvaväxter. Utöver nominatformen finns också underarten M. d. benadirensis.